# پرواز ۴۸۲۱ کاموت‌ایر
در روز جمعه، ۳ ژانویه ۱۹۹۲، یک هواپیمای بیچ کرافت ۱۹۰۰ که پرواز ۴۸۲۱ کاموت‌ایر را انجام می‌داد، در حین انجام یک مسیر ILS به باند ۲۳ در فرودگاه منطقه‌ای آدیرونداک، به تپه‌ای جنگلی در نزدیکی گابریلز، نیویورک برخورد کرد. علت حادثه خطای خلبان اعلام شد. در این تصادف دو نفر کشته شدند و دو نفر نیز جان سالم به در بردند.
پرواز ۴۸۲۱ یک پرواز منظم در اوایل صبح یو اس ایرویز از پلاتسبورگ، نیویورک، به نیوآرک، نیوجرسی، با توقف‌های میانی در دریاچه ساراناک و آلبانی، نیویورک بود. خدمه پرواز ۴۲۸۱ کاپیتان کوین سنت ژرمن ۳۰ ساله و افسر اول دین مونتانا ۲۳ ساله بودند. دو مسافر در هواپیما بودند که یکی از آنها کارمند کاموت‌ایر خارج از وظیفه بود.